# Uromacer
Uromacer är ett släkte av ormar som ingår i familjen snokar. Släktet tillhör underfamiljen Dipsadinae som ibland listas som familj.
Arterna är med en längd omkring en meter eller lite längre medelstora till stora ormar med smal bål. De förekommer på Hispaniola och på andra öar i regionen. Individerna lever i skogar och de jagar främst ödlor av släktet Anolis samt andra ödlor. Antagligen lägger honor ägg.
Arter enligt Catalogue of Life och The Reptile Database:
- Uromacer catesbyi
- Uromacer frenatus
- Uromacer oxyrhynchus